# Tempio romano
Tra le varie strutture di culto tipiche della religione romana, come altari e sacelli, il più importante edificio sacro della Roma antica è il tempio.
Il vocabolo deriva dal termine latino templum, che tuttavia non indica l'edificio, ma un luogo consacrato, orientato secondo i punti cardinali, secondo il rito dell'inauguratio e che corrisponde allo spazio sacro del cielo.

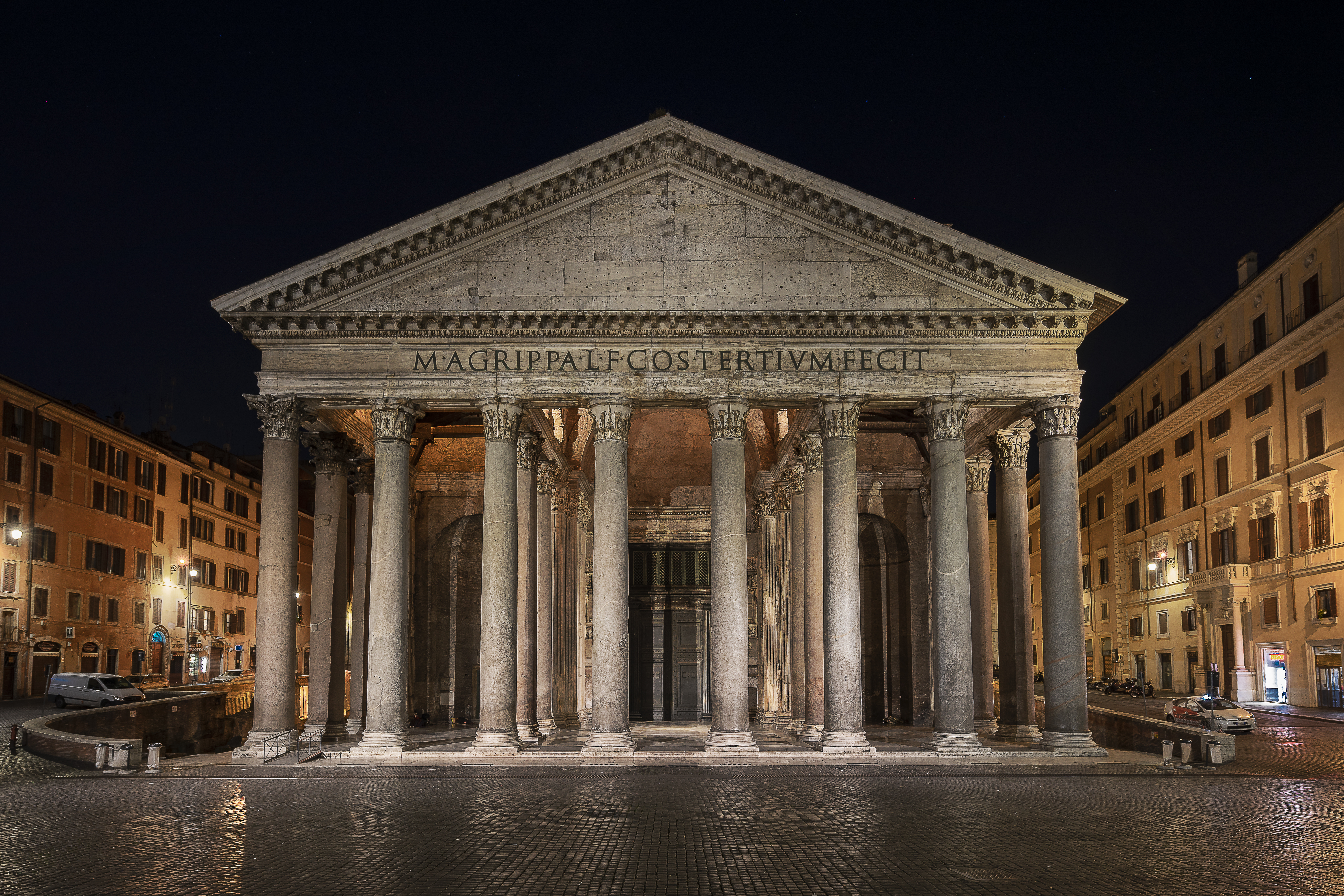
Il Pantheon

Per indicare l'edificio sacro veniva utilizzato il termine aedes, la dimora destinata al culto della divinità mediante la cerimonia della consecratio e della dedicatio. 

## Caratteristiche
L'architettura romana sacra insieme con quelle greca ed etrusca si influenzano vicendevolmente anche se ognuna ha dei caratteri peculiari.
La più marcata differenza del tempio romano rispetto al tempio greco è la sua sopraelevazione su un alto podio, accessibile da una scalinata spesso frontale. Inoltre si tende a dare maggiore importanza alla facciata, mentre il retro è spesso addossato a un muro di recinzione e privo dunque del colonnato.
Gli ordini architettonici maggiormente utilizzati furono quello corinzio, lo ionico, il tuscanico ed il composito.
I materiali usati nell'edilizia templare romana furono il tufo, il legno e i mattoni crudi in età arcaica. Dall'età repubblicana fu adottata l'opera quadrata in tufo e travertino, mentre in epoca imperiale fu utilizzato anche il marmo.

## Tipologia

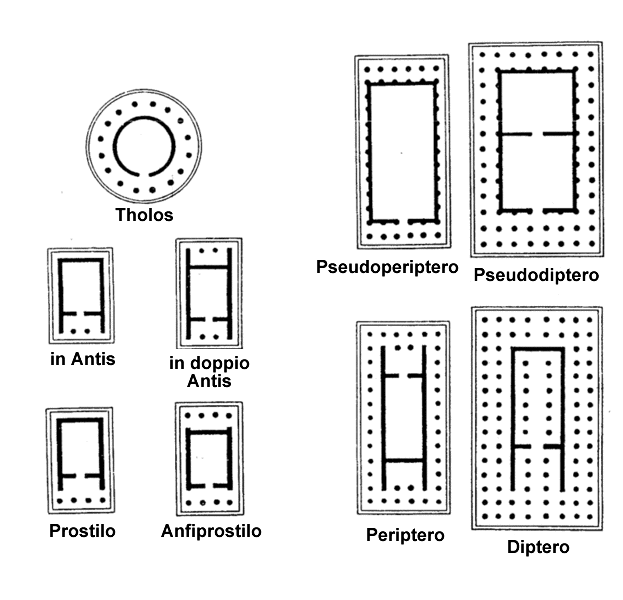
Tipologia dei templi

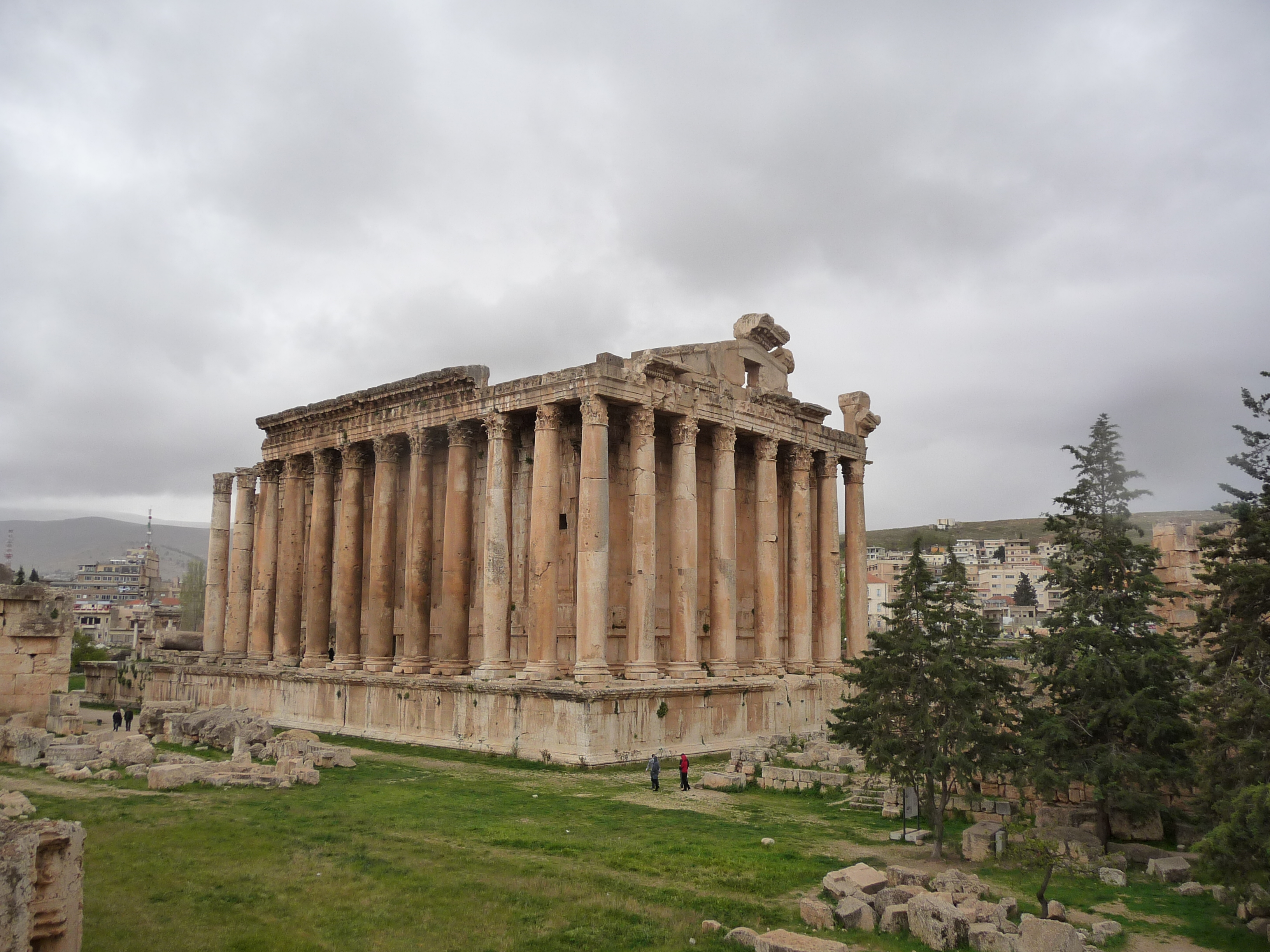
Tempio romano dedicato a Bacco situato a Baalbek, Libano.

I vari tipi di templi possono essere:
- Etrusco-italico: tipo utilizzato nel VI e V secolo a.C., come nel caso del Tempio di Giove Ottimo Massimo
- Prostilo: con colonnato frontale; tra i tanti esempi presenti a Roma il tempio di Antonino e Faustina nel Foro Romano e quello della Magna Mater sul Palatino
- Periptero: con colonne su tutti i lati, come nel caso del Tempio dei Castori nel Foro, diffuso in età ellenistica
- Periptero senza colonnato posteriore (sine postico): utilizzato soprattutto in età repubblicana, come il Tempio di Venere Genitrice nel Foro di Cesare
- Pseudoperiptero: variante del prostilo con semicolonne sui lati lunghi, come nel Tempio di Portuno ed in quello di Saturno
- A tholos: di pianta circolare, come l'Aedes Vestae[3] e il Tempio di Ercole Vincitore (II sec. a.C.)

## Passaggi della costruzione
La realizzazione del tempio era scandita da cinque fasi;
1. votum, promessa della costruzione del tempio ad un dio, generalmente per supplica o ringraziamento in occasione di battaglie, lotte interne o calamità naturali;
2. locatio, la scelta del luogo della costruzione del tempio;
3. inauguratio, prima della costruzione il luogo prescelto veniva delimitato e sacralizzato dagli Auguri;
4. consecratio, terminata la costruzione, i Pontefici consacravano il tempio alla divinità;
5. dedicatio, la dedica ufficiale al dio, che in quel giorno (dies natalis) veniva celebrato con cerimonie annuali.

## Funzioni
Dal punto di vista sacrale il tempio era la dimora del dio, il luogo sacro deputato alle cerimonie ed alle preghiere e nel quale venivano conservati gli oggetti votivi offerti dai fedeli.
La principale caratteristica della religione romana, che era inscindibilmente legata alla sfera pubblica, trova conferma nell'utilizzo dei templi come luoghi nei quali si svolgevano attività anche non religiose, come le sedute del Senato (Tempio di Bellona, Tempio di Apollo Palatino). 
Altri esempi sono il tempio di Giove sul Campidoglio, davanti al quale si fermavano i cortei trionfali, e il tempio di Saturno, dove era conservato l'erario e sul cui podio erano affissi i documenti pubblici.